# 特切夫縣
54°6′N 18°43′E / 54.100°N 18.717°E
特切夫縣（波蘭語：Powiat tczewski），是波蘭的縣份，位於該國北部，由濱海省負責管轄，首府設於特切夫，面積698平方公里，2006年人口112,614，人口密度每平方公里160人。